# Dimitrije Grgić
Dimitrije Grgić (serb. Димитрије Гргић; ur. 22 czerwca 1984 r. w Belgradzie) – serbski strzelec specjalizujący się w strzelaniu z pistoletu, dwukrotny wicemistrz świata, wielokrotny medalista mistrzostw Europy, uczestnik Letnich Igrzysk Olimpijskich 2016.

## Igrzyska olimpijskie
| Igrzyska | Miejscowość    | Konkurencja                 | Kwalifikacje | Kwalifikacje | Finał                  | Finał                  |
| Igrzyska | Miejscowość    | Konkurencja                 | Wynik        | Pozycja      | Wynik                  | Pozycja                |
| -------- | -------------- | --------------------------- | ------------ | ------------ | ---------------------- | ---------------------- |
| IO 2016  | Rio de Janeiro | Pistolet pneumatyczny, 10 m | 579          | 9.           | Nie zakwalifikował się | Nie zakwalifikował się |
| IO 2016  | Rio de Janeiro | Pistolet dowolny, 50 m      | 552          | 16.          | Nie zakwalifikował się | Nie zakwalifikował się |